# اوکتاگونال
اوکتاگونال (انگلیسی: Octagonal) شرکت خدمات مالی بریتانیایی است، که در سال ۲۰۰۷ تأسیس شد.